# Kantonsraad van Appenzell Ausserrhoden

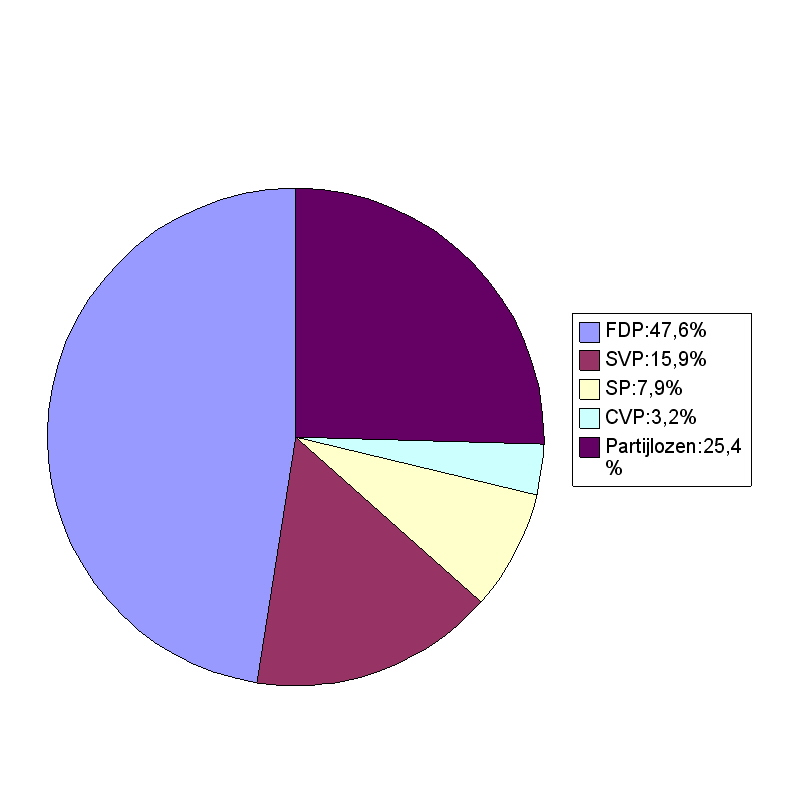
Resultaten 2003

De Kantonsraad van Appenzell Ausserrhoden (Duits: Kantonsrat) is het kantonsparlement van het kanton Appenzell Ausserrhoden. De Kantonsraad heeft wetgevende bevoegdheden en bestaat uit 65 leden die via algemeen kiesrecht worden gekozen voor de duur van vier jaar. De laatste verkiezingen vonden op 22 april 2007 plaats.

## Samenstelling Kantonsraad 1999, 2003
De samenstelling van de Kantonsraad na de verkiezingen van 1999 en 2003 zag er als volgt uit:
| Partij      | Zetels 1999 | % 1999 | Zetels 2003 | % 2003 |
| ----------- | ----------- | ------ | ----------- | ------ |
| FDP         | 33          | 47,7%  | 31          | 47,6%  |
| SVP         | 8           | 10,7%  | 9           | 15,9%  |
| SP          | 4           | 6,2%   | 5           | 7,9%   |
| CVP         | 3           | 4,6%   | 2           | 3,2%   |
| Partijlozen | 17          | 29,2%  | 18          | 25,4%  |
| Totaal      | 65          | 100%   | 65          | 100%   |

### Samenstelling Kantonsraad 2007
| Partij  | Zetels |
| ------- | ------ |
| FDP     | 26     |
| PU      | 21     |
| SVP     | 8      |
| SP      | 4      |
| CVP     | 3      |
| EVP     | 2      |
| Grüne   | 0      |
| Anderen | 1      |
| Totaal  | 65     |